# Microsoft Money
Microsoft Money è un applicativo di Microsoft per la gestione del bilancio familiare. Consente la gestione di conti correnti, dei piani di risparmio, permette l'organizzazione delle spese per categorie ecc. Inoltre, alcune banche consentono il download dei movimenti del proprio conto corrente o della carta di credito nel formato previsto da MMY per la funzione di import.
Dal 2000 la Microsoft non rilascia aggiornamenti per la versione italiana, mentre in inglese ne sono uscite almeno 7 versioni, notevole inconveniente dacché non è possibile fare l'upgrade dalla versione 2000 a quelle superiori senza perdere la base dati di partenza.
Money 2000 utilizza librerie a 16bit e pertanto non è compatibile con sistemi operativi Windows x64.
Microsoft ha annunciato una nuova release, libera da lucchetti digitali e gratuita, per permettere ai vecchi utenti di poter continuare ad utilizzare il software anche dopo la disabilitazione del servizio di attivazione e la cessazione del supporto pianificata per il 31 gennaio 2011.

## Versioni
Tuttora il software arrivato alla versione 2007 è disponibile in varie versioni:
- Microsoft Money Essentials
- Microsoft Money Plus Deluxe
- Microsoft Money Plus Premium
- Microsoft Money Plus Home & Business
- Microsoft Money Sunset